# Let's Talk About Love/Falling into You/A New Day Has Come
Let's Talk About Love/Falling into You/A New Day Has Come è un cofanetto di 3 CD della cantante canadese Céline Dion, uscito il 29 ottobre 2007. È stato ristampato come The Collection il 29 settembre 2009 e Original Album Classics il 26 luglio 2010.

## Contenuti
Contiene tre album Dion best seller: Let's Talk About Love, Falling into You e A New Day Has Come, in un esclusivo pacchetto deluxe. È presentato in una custodia fotografica digipak completa di un booklet di 16 pagine. Il cofanetto include un elenco di brani tratti dalla versione americana di Let's Talk About Love, Falling into You e A New Day Has Come.

## Successo commerciale
Inizialmente, Let's Talk About Love / Falling into You / A New Day Has Come entrò nelle classifiche di Canada e Belgio nel novembre 2007. Raggiunse la posizione numero 97 nella Canadian Albums Chart e la numero venti nella Ultratop Wallonia Mid Price. Nel maggio 2008, l'album salì nelle classifiche di Regno Unito e Svezia. Raggiunse la posizione numero 106 nella UK Albums Chart e la numero 95 nella Scottish Albums Chart. In Svezia, l'album raggiunse la terza posizione e fu certificato disco d'oro per la vendita di 20 000 copie. Inoltre divenne il quarantunesimo album più venduto in Svezia nel 2008. Grazie al successo in Svezia, Let's Talk Love / Falling into You / A New Day Has Come entrò anche nella European Top 100 Albums raggiungendo la 74ª posizione. Nell'aprile 2010, l'album entrò anche nella classifica norvegese, la Norwegian Mid Price, raggiungendo la quinta posizione.

## Tracce

### Disc 1Falling into You
1. It's All Coming Back to Me Now – 7:37 (Jim Steinman)
2. Because You Loved Me – 4:33 (Diane Warren)
3. Falling into You – 4:18 (Billy Steinberg, Rick Nowels, Marie-Claire D'Ubaldo)
4. Make You Happy – 4:31 (Andy Marvel)
5. Seduces Me – 3:46 (Dan Hill, John Sheard)
6. All by Myself – 5:12 (Eric Carmen, Sergei Rachmaninoff)
7. Declaration of Love – 4:20 (Michael Jay, Claude Gaudette)
8. Dreamin' of You – 5:07 (Aldo Nova, Peter Barbeau)
9. I Love You – 5:30 (Nova)
10. If That's What It Takes – 4:12 (Jean-Jacques Goldman, Phil Galdston)
11. I Don't Know – 4:38 (Goldman, J. Kapler, Galdston)
12. River Deep, Mountain High – 4:10 (Ellie Greenwich, Jeff Barry, Phil Spector)
13. Call the Man – 6:08 (Andy Hill, Peter Sinfield)
14. Fly – 2:58 (Goldman, Galdston)

### Disc 2A New Day Has Come
1. I'm Alive – 3:30 (Kristian Lundin, Andreas Carlsson)
2. Right in Front of You – 4:13 (Steve Morales, Sheppard Solomon, Kara DioGuardi, David Siegel)
3. Have You Ever Been in Love – 4:08 (Anders Bagge, Peer Åström, Tom Nichols, Daryl Hall, Laila Bagge)
4. Rain, Tax (It's Inevitable) – 3:25 (Terry Britten, Charlie Dore)
5. A New Day Has Come (Radio Remix) – 4:23 (Aldo Nova, Stephan Moccio)
6. Ten Days – 3:37 (Nova, Maxime Le Forestier, Gérald de Palmas)
7. Goodbye's (The Saddest Word) – 5:19 (Robert John "Mutt" Lange)
8. Prayer – 5:34 (Corey Hart)
9. I Surrender – 4:47 (Louis Biancaniello, Sam Watters)
10. At Last – 4:17 (Mack Gordon, Harry Warren)
11. Sorry for Love – 4:10 (DioGuardi, Bagge, Åström, Arnthor Birgisson)
12. Aun Existe Amor – 3:52 (Luc Plamondon, Riccardo Cocciante, Ignacio Ballesteros-Diaz)
13. The Greatest Reward – 3:28 (Pascal Obispo, Carlsson, Jörgen Elofsson, Lionel Florence, Patrice Guirao)
14. When the Wrong One Loves You Right – 3:48 (Martin Briley, Francis Galluccio, Marjorie Maye)
15. A New Day Has Come – 5:42 (Nova, Moccio)
16. Nature Boy – 3:45 (Eden Ahbez)

### Disc 3Let's Talk About Love
1. The Reason – 5:01 (Carole King, Mark Hudson, Greg Wells)
2. Immortality (feat. Bee Gees) – 4:11 (Barry Gibb, Robin Gibb, Maurice Gibb)
3. Treat Her Like a Lady (feat. Diana King e Brownstone) – 4:05 (Diana King, Andy Marvel, Billy Mann, Céline Dion)
4. Why Oh Why – 4:50 (Marti Sharron, Dan Sembello)
5. Love Is on the Way – 4:25 (Peter Zizzo, Denise Rich, Tina Shafer)
6. Tell Him (feat. Barbra Streisand) – 4:51 (Linda Thompson, Walter Afanasieff, David Foster)
7. Where Is the Love – 4:55 (Corey Hart)
8. When I Need You – 4:12 (Albert Hammond, Carole Bayer Sager)
9. Miles to Go (Before I Sleep) – 4:40 (Hart)
10. Us – 5:47 (Billy Pace)
11. Just a Little Bit of Love – 4:06 (Maria Christensen, Arnie Roman, Arthur Jacobson)
12. My Heart Will Go On (love theme from Titanic) – 4:40 (James Horner, Will Jennings)
13. I Hate You Then I Love You (feat. Luciano Pavarotti) – 4:43 (Tony Renis, Manuel de Falla, Alberto Testa, Fabio Testa, Norman Newell)
14. To Love You More – 5:28 (Foster, Junior Miles)
15. Let's Talk About Love – 5:12 (Bryan Adams, Jean-Jacques Goldman, Eliot Kennedy)